# Левцин
Левцинът (съкр. Leu или L; 2-амино-4-метилпентанова киселина) е алифатна аминокиселина с химическа формула HO2CCH(NH2)CH2CH(CH3)2; незаменима аминокиселина, (не се синтезира в човешкия организъм). Кодоните ѝ са: UUA, UUG, CUU, CUC, CUA, и CUG. Левцинът влиза в състава на всички природни белтъци. Прилага се при лечение на чернодробни заболявания, анемии и други. Използва се също от спортисти като хранителна добавка при високи натоварвания, предимно във фитнеса и бодибилдинга.
Множество препарати съдържат ливцин синтезиран по биохимичен път. Към природните източници на ливцина спадат кафявия ориз, боба и различни видове ядки.
|  | Тази страница частично или изцяло представлява превод на страницата „Лейцин“ в Уикипедия на руски. Оригиналният текст, както и този превод, са защитени от Лиценза „Криейтив Комънс – Признание – Споделяне на споделеното“, а за съдържание, създадено преди юни 2009 година – от Лиценза за свободна документация на ГНУ. Прегледайте историята на редакциите на оригиналната страница, както и на преводната страница, за да видите списъка на съавторите. ВАЖНО: Този шаблон се отнася единствено до авторските права върху съдържанието на статията. Добавянето му не отменя изискването да се посочват конкретни източници на твърденията, които да бъдат благонадеждни. |